# Pseudobagarius meridionalis
Pseudobagarius meridionalis is een straalvinnige vissensoort uit de familie van de meervallen (Akysidae). De wetenschappelijke naam van de soort is voor het eerst geldig gepubliceerd in 2004 door Ng & Siebert.